# Éric Pécout
Éric Pécout (Blois, 17 febbraio 1956) è un ex calciatore francese, di ruolo attaccante.

## Biografia
Notato nel 1970 durante il "concours du jeune footballeur", si unì al centro di allenamento dell'FC Nantes e fece i suoi primi passi nella divisione 1 all'età di 18 anni. Nel 1979 entrò a far parte della nazionale francese e lo stesso anno regalò al suo club la prima Coppa di Francia nella storia, grazie a una tripletta in finale contro Auxerre (4-1). È l'unico giocatore, insieme a Jean-Pierre Papin, ad aver raggiunto questa impresa nella finale della Coupe de France, anche se ha segnato due dei suoi gol durante il tempo supplementare.
Reclutato dall'FC Metz nel 1983, vinse una nuova Coupe de France l'11 maggio 1984 (2-0 contro l'AS Monaco). Successivamente è passato all'RC Strasbourg e allo Stade Malherbe de Caen nella divisione 2. Ha guidato il Caen nella Ligue 1 nel 1988 (vittoria nei playoff contro Niort) prima di terminare la carriera in Tours FC, nella terza divisione.
Alla fine della sua carriera calcistica, è entrato nel team tecnico di Tours FC. È responsabile della sponsorizzazione e quindi direttore sportivo del club. Dopo la retrocessione amministrativa del club nel 1993, è entrato nel PSG dove si è unito alla cellula di reclutamento insieme a Boubacar Sarr e Alain Roche. Nel 2011, è ancora il responsabile del reclutamento del Paris Saint-Germain.

## Palmarès

### Club
- Campionato francese: 3

Nantes: 1976-1977, 1979-1980
Monaco: 1981-1982
- Coppa di Francia: 2

Nantes: 1978-1979
Metz: 1983-1984